# Aigars Kalvītis

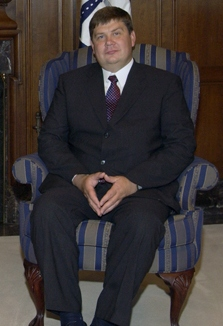
Aigars Kalvītis

Aigars Kalvītis (Riga, 27 juni 1966) is een Lets politicus. Hij is een voormalig minister-president van Letland.
Kalvītis behaalde in 1992 zijn doctoraatstitel in de economie aan de Letse Landbouwuniversiteit. Van 1992 tot 1998 was hij manager bij diverse landbouwondernemingen. Kalvītis was een van oprichters van de Volkspartij van Letland, die in 1997 werd opgericht. In 1998 werd hij lid van de Saeima, het Letse parlement. Hij diende als minister van Landbouw van 1999 tot 2000 en minister van Economische Zaken van 2000 tot 2002. Kalvītis werd in 2002 fractievoorzitter van de Volkspartij (Tautas partija; TP).
Op 2 december 2004 werd hij minister-president van Letland. Kalvītis leidde een coalitieregering die uit zijn eigen Volkspartij, de Partij van de Nieuwe Tijd (Jaunais Laiks; JL), de Unie van Groenen en Landbouwers (Latvijas Zaļo un zemnieku savienība; LZS) en de Eerste Partij van Letland (Latvijas Pirmā partija; LPP) bestaat. In april 2006 kwam het tot een regeringscrisis waardoor de ministers van de JL opstapten. Op instigatie van partijgangers van de LPP werd een onderzoek begonnen naar mogelijke onoorbare praktijken van de minister van economische zaken Krisjanis Karins (JL). De premier ging daarop niet in op de eis van JL om met dat onderzoek te stoppen waarop JL uit de regering stapte. Een maand eerder moest de minister van transport Ainars Slesers (LPP) opstappen vanwege een schandaal. JL had hierop mede aangestuurd. De vacante ministersposten werden door de overblijvende drie coalitiepartijen opgevuld. De omgevormde regering had een minderheid in de Letse Saeima en had gedoogsteun van de rechtse oppositiepartij LNNK/TB (Latvijas Nacionālās Neatkarības Kustība / Tēvzemei un Brīvībai; Letse Nationale Onafhankelijkheidspartij / Voor Vaderland en Vrijheid).
Op 14 december 2007 werd Kalvītis opgevolgd door Ivars Godmanis.